# Liste des lieux de culte de Lanaudière
La Liste des lieux de culte de la Lanaudière liste l'ensemble des lieux de culte situés dans la région administrative de Lanaudière au Québec.

## Liste

### Lieux de culte chrétiens

#### Lieux de culte catholiques
| Lieu de culte                                             | Illustration | Municipalité                 | Adresse | Coordonnées | Année de construction | Lien dans l'ILCQ | Notes |
| --------------------------------------------------------- | ------------ | ---------------------------- | ------- | ----------- | --------------------- | ---------------- | ----- |
| Cathédrale Saint-Charles-Borromée de Joliette             |              | Joliette                     |         |             | 1887-1892             |                  |       |
| Église Saint-Paul de Saint-Paul (Québec)                  |              | Saint-Paul                   |         |             | 1803-1804             |                  |       |
| Église Saint-Henri de Mascouche                           |              | Mascouche                    |         |             | 1881-1885             |                  |       |
| Église Notre-Dame-des-Champs de Repentigny (Québec)       |              | Repentigny                   |         |             | 1962-1963             |                  |       |
| Église de la Purification-de-la-Bienheureuse-Vierge-Marie |              | Repentigny                   |         |             | 1723 -1727            |                  |       |
| Église du Précieux-Sang                                   |              | Repentigny                   |         |             | 1968-1969             |                  |       |
| Église Saint-Louis-de-France de Terrebonne                |              | Terrebonne                   |         |             | 1877-1879             |                  |       |
| Église Sainte-Geneviève de Berthier                       |              | Sainte-Geneviève-de-Berthier |         |             | 1782-1787             |                  |       |
| Église de La Visitation-de-l'Île-Dupas                    |              | La Visitation-de-l'Île-Dupas |         |             | 1851-1852             |                  |       |